# 坂田大輔
坂田大輔（1983年1月16日—），已退役日本足球運動員，司職前鋒，前日本國家足球隊成員。

## 俱樂部生涯
横滨水手主力球员坂田大辅母亲是中国的移民后裔，是一名有50%中国血统的华裔球员。
坂田大辅出生于1983年1月16日，现年35岁，身高175公分，体重70公斤，出生于神奈川县。他出自横滨水手青训，之后加盟了横滨水手，并为球队效力了10个赛季。
2003年世界青年足球锦标赛神射手得主坂田大辅，效力横滨水手九个赛季之后在去年年末因球队财政问题而不获续约，但他将会转战希超，免费转会班霸阿里斯。曾在2011年欧联杯赛场上对阵曼城的比赛中登场亮相。
坂田离开希超阿里斯，半赛季后回流日乙加盟FC东京。
2012年加盟福冈黄蜂。职业生涯一共登场455场，打入75球。曾入选过日本国家队大名单。
2018年3月15日，福冈黄蜂官方宣布前日本国脚坂田大辅退役。在4月1日福冈黄蜂对阵栃木SC的比赛中，球队将为他举行一个退役仪式。

## 國家隊生涯
在去年10月份举行的亚洲青年足球锦标赛上，他曾攻入了3球，为日本队最终夺得亚军，在当年的12月份首次入选国奥队。
在2003年世界青年足球锦标赛中，日本队就在1/4决赛中被淘汰出局，但是主力前锋坂田大辅，却以在5场比赛中的4个进球，与巴西的杜杜、美国的约翰逊和阿根廷的卡维纳吉一起并列成为最佳射手。

## 外部連結
- National Football Teams（页面存档备份，存于）
- Japan National Football Team Database
- アビスパ福岡｜FW11 坂田 大輔（页面存档备份，存于）
- GUAPO BLOG（页面存档备份，存于）
- 坂田大輔 – FIFA國際賽競賽紀錄 (存檔)（英文）
- 坂田大輔在National-Football-Teams.com的資料（英文）
- Soccerway資料庫：坂田大輔 （英文）
- 坂田大輔在ESPN FC中的档案（英文）
- 日本職業足球聯賽中的坂田大輔 （日語）
- 「ウラへ抜けろ!」坂田大輔 (プロサッカー選手 / 横浜F・マリノス)（页面存档备份，存于） - SPORTS COMMUNICATIONS (2007年8月20日)
- 横浜Fマリノス 坂田大輔選手のインタビュー:「英史の部屋」，存于 - 韃靼ソバ生活
- チケットぴあインタビュー 山瀬功治・坂田大輔（页面存档备份，存于）
- 福岡:新たな挑戦〜坂田大輔，存于 - J's GOAL (2013年3月29日)
- プロフィール (2009年版)，存于 - 横浜F・マリノス
- プロフィール (2011年版)，存于 - アリス・テッサロニキ（希腊文）
- プロフィール (2011年版)，存于 - FC東京